# قشلاق خورشا عليا
قشلاق خورشا عليا هي قرية في مقاطعة ورزقان، إيران. عدد سكان هذه القرية هو 44 في سنة 2006.